# The Wall (SoHo)

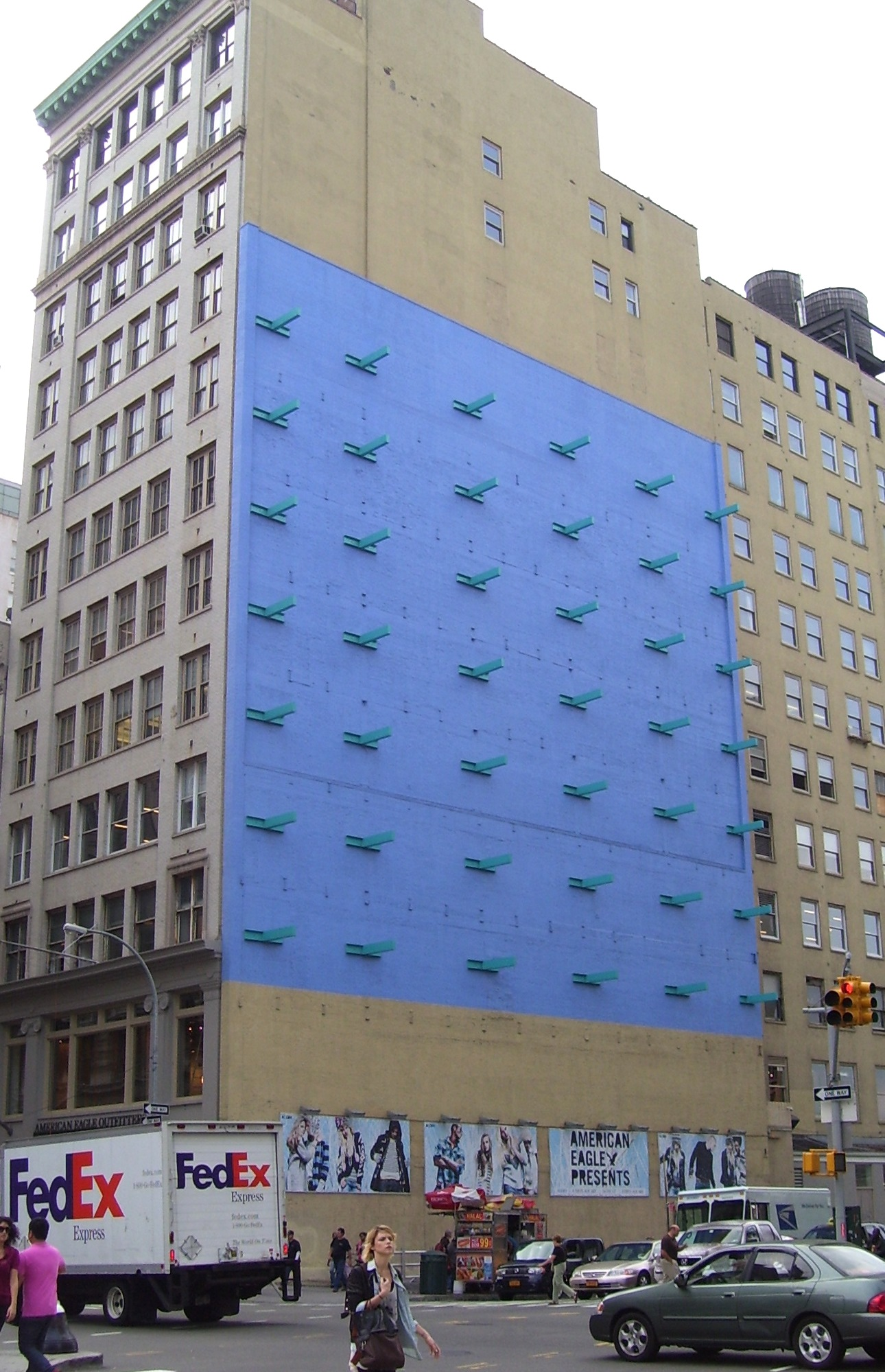
Vue de The Wall, à SoHo.

Pour les articles homonymes, voir The Wall (homonymie).
The Wall (« Le Mur »), également connu sous le nom de The Gateway to Soho (« La Porte de Soho »), est une œuvre d'art minimaliste construite dans le quartier de SoHo, à Manhattan. Elle fait partie du bâtiment présent à l'adresse 599 Broadway. En 2002, la New York City Landmarks Preservation Commission donne l'autorisation aux propriétaires de l'immeuble de détacher l'œuvre afin que l'intérieur du bâtiment puisse être réparé. The Wall a depuis été réinstallé.

## L'œuvre
The Wall est construit en 1973 par le sculpteur Forrest Myers (en) grâce à une commission de 2 000 $ faite par City Walls, Inc. Il consiste en « 42 barres d'aluminium fixées sur 42 supports en acier, peintes en vert sur un fond bleu ». Il occupe les trois quarts du mur sur lequel il est situé et s'étend sur 8 étages.

## Détachement et réinstallation
En 1997, les propriétaires du 599 Broadway se plaignent à la New York City Landmarks Preservation Commission (LPC) que The Wall poussait le mur sur lequel il était posé à l'intérieur du bâtiment, et qu'il avait causé des dégâts matériels. La LPC autorise finalement le détachement de l'œuvre en 2002, à condition que les propriétaires la réinstallent après les travaux de rénovations. 
En 2004, la ville de New York poursuit les propriétaires en justice en les sommant de remonter l'œuvre. La juge Deborah Batts (US District Court) rejette d'abord le fait que The Wall enfreint les droits du Premier amendement des propriétaires
. Cependant, en mai 2005, elle déclare que la ville de New York viole les droits du Cinquième amendement, et qu'elle ne pouvait les contraindre de réinstaller l'œuvre. Même si la ville a décidé de poursuivre ses actions en obligeant la réinstallation de The Wall, elle doit reverser une compensation aux propriétaires.
En avril 2007, la ville et les propriétaires annoncent que la hauteur de l'extérieur du bâtiment serait augmentée de 9 mètres, afin que l'œvre puisse être installée plus haut, permettant ainsi l'affichage de publicité visible depuis la rue. Les propriétaires ont estimé que sans The Wall, la façade du bâtiment pourrait générer jusqu'à 600 000 $ de revenus par an grâce à la publicité.